# کوتسووندیس
کوتسووندیس (به لاتین: Koutsovendis) یک منطقهٔ مسکونی در قبرس شمالی است که در Girne District واقع شده‌است.